# Independencia de Panamá
La independencia de Panamá fue el proceso emancipador desarrollado entre el 10 y el 28 de noviembre de 1821 por el cual Panamá rompe los lazos históricos que existían entre su territorio y el Imperio español, concluyendo así  más de 300 años de vida virreinal.
El movimiento panameño de secesión de la Corona Española se inició el 10 de noviembre de 1821, con la declaración de Independencia de la Villa de Los Santos dirigido por el Coronel Segundo de Villarreal, la cual contó con el respaldo de otras poblaciones como Natá de los Caballeros, Penonomé, Ocú y Parita.
La Ciudad de Panamá declaró su independencia el 28 de noviembre de 1821 y, acto seguido, decidió de manera voluntaria unirse a la Gran Colombia, presidida por Simón Bolívar. Finalmente, la ciudad de Santiago de Veraguas declara su independencia el 1 de diciembre de 1821, adhiriéndose también a la República de Colombia.

## Antecedentes

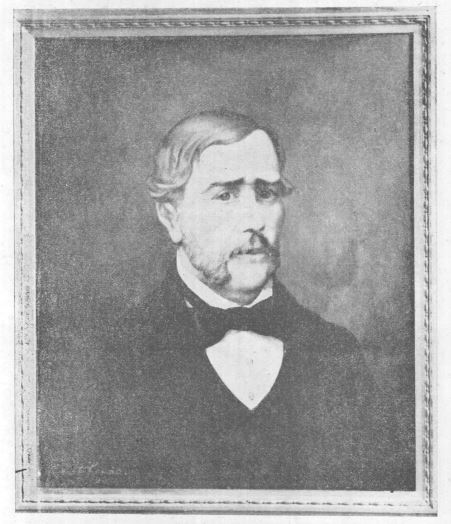
Mariano Arosemena, prócer de la independencia que fundó en 1820 «La Miscelánea del Istmo», primer periódico de Panamá. En dicho semanario se promovió la Independencia de España.

En Panamá, al igual que muchas naciones americanas, comenzaron a surgir ideas revolucionarias e independentistas, que eran la respuesta de una serie de inconformidades que el pueblo fue acumulando  que fueron dando paulatinamente en todo el continente. Entre ellas están:
- El abuso continúo de los gobernantes de turno, que fueron los causantes de la grave situación económica del Istmo, debido a las grandes restricciones que imponía España, lo que llevó a una lamentable miseria.
- La Feria de Portobelo, cuya última versión en 1748 debilitó el papel transitivista del istmo, causando la crisis económica que llevó al despoblamiento de las ciudades comerciales y al tránsito hacia el interior.
- La Revolución francesa, que representó una extraordinaria muestra de democracia, al abolirse la monarquía vigente y eliminarse todas las bases económicas y sociales que con ella funcionaban e implantarse una nueva forma de sociedad, en la República. De igual forma impusieron la proclama de los Derechos del Hombre en lo referente a libertad , igualdad y fraternidad.
- El notable debilitamiento de España a causa de las invasiones de Napoleón, lo que originó los primeros movimientos independentistas.
- El surgimiento de Napoleón Bonaparte es fundamental. Su intervención en España, las abdicaciones de Carlos IV y Fernando VII, la entrega del trono español a su hermano José, que reinó en España y las Indias con el título de José I; la promulgación del Estatuto de Bayona en 1808, que reconocía la autonomía de las provincias americanas del dominio español; sus pretensiones de reinar sobre aquellos inmensos territorios, cuyos habitantes nunca quisieron aceptar los planes y designios del emperador, son elementos básicos para entender los movimientos de emancipación y las guerras hispanoamericanas por su independencia
- El surgimiento de líderes de la talla de Simón Bolívar, José de San Martín, Francisco Miranda y muchos otros, que comenzaron a plasmar las ideas revolucionarias que surgían de las sociedades subyugadas por la monarquía establecida en América, libertándolas y proclamando nuevas repúblicas libres e independientes.
- La Declaración de Independencia de los Estados Unidos, la cual estableció un gobierno democrático, suceso que para las otras naciones subyugadas fue una circunstancia decisiva para su independencia.
- Las independencias o procesos independentistas dados en esa misma época en el Sur de América.
- El surgimiento del primer periódico de la historia de Panamá, La Miscelánea del Istmo, el cual comenzaba a divulgar, las opiniones políticas de diversos personajes revolucionarios que iban en contra del régimen español establecido en Panamá y también de los diferentes movimientos independentistas de América.
- La circunstancia de que Juan de la Cruz Mourgeon y Achet, viajó en octubre de 1821 al Ecuador para combatir a los rebeldes independentistas y mientras duraba su ausencia, el mando del Gobierno del Istmo de Panamá lo encargó al militar panameño José de Fábrega, que en ese momento desempeñaba como gobernador de Veraguas. Este incidente fue decisivo en las pretensiones independentistas de la villa de Los Santos y Panamá.
- Pero sin duda alguna, la razón más importante que produjo la independencia de Panamá, fueron los hechos del 10 de noviembre de 1821, y es que el  Primer Grito de Independencia en la Villa de Los Santos, aceleró de manera decisiva el proceso independentista de Panamá.

## Situación económica del istmo

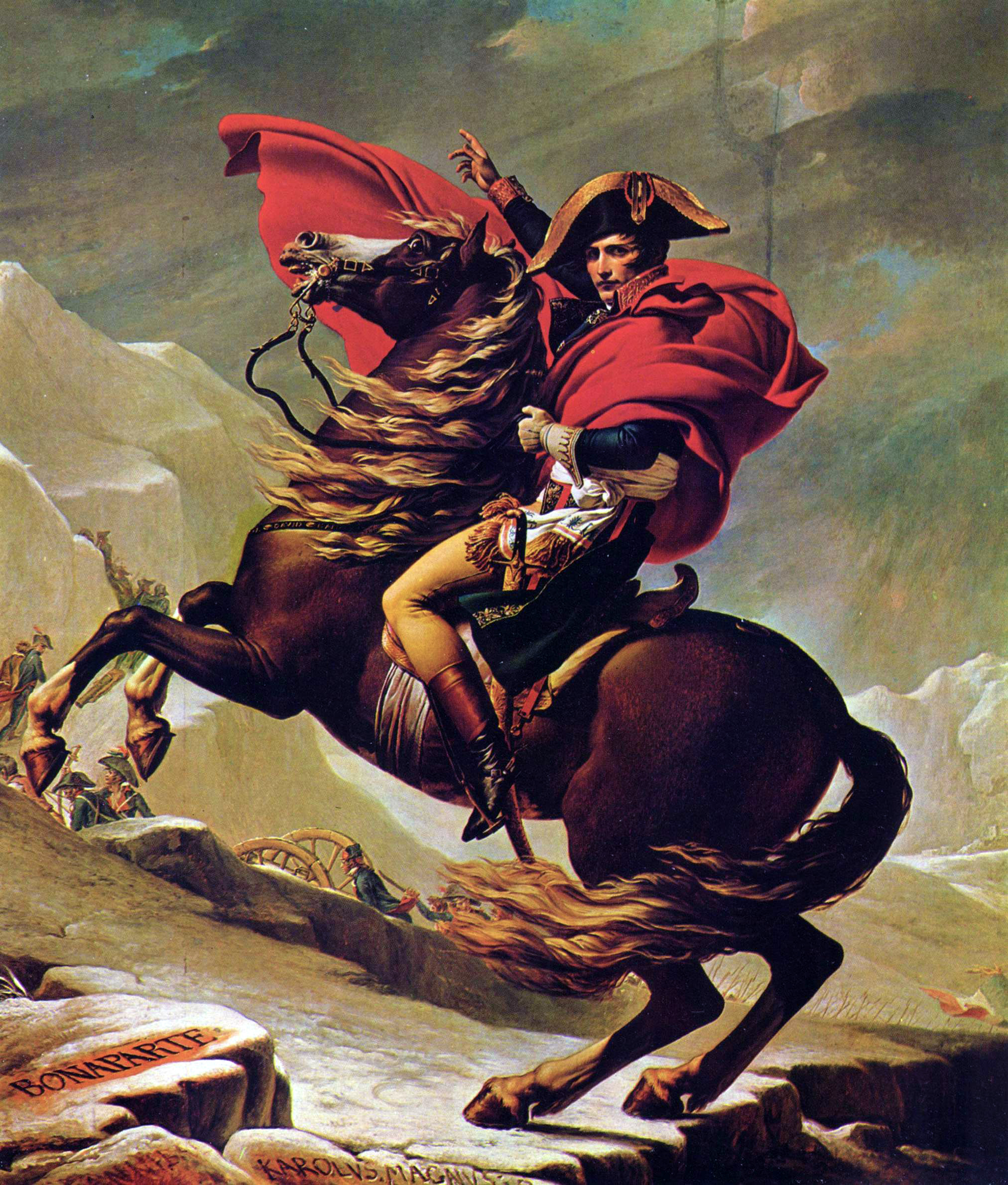
Con la invasión de Napoleón Bonaparte a España en 1808, se debilitó la Corona Española, lo que provocó los diferentes procesos independentistas en América.

A diferencia de las demás colonias, Panamá fue una colonia fiel a Corona Española debido al comercio. A comienzos del siglo XIX, la postrada economía del Istmo se reactivó, a causa de las medidas tomadas por España, la cual le dio autorización al comercio con posesiones extranjeras en el Caribe. En 1808 el gobernador Juan Antonio de la Mata abrió el río Chagres a las transacciones mercantiles con Jamaica y pronto Portobelo se sumó a tales actividades. No se hizo esperar el aumento del contrabando y la rápida obtención de ganancias por parte de los comerciantes locales. Estos ante la invasión de Napoleón Bonaparte en la península ibérica, enviaron fuertes donativos en dinero y especias a las juntas que luchaban contra tal imposición en el trono español.
Tales gestos de lealtad de los criollos panameños hacia la Corona Española y a Fernando VII, no se circunscribieron en el ámbito europeo; también existieron los donativos patrióticos para contribuir a la sofocación de las revueltas independentistas en Hispanoamérica y en especial con el restablecimiento del virreinato en Panamá. Mientras el virrey Benito Pérez obtenía fuertes contribuciones de los mercaderes locales, ignoraba el desmedido contrabando procedente de Jamaica y ampliaba el comercio de los istmeños con los lejanos puertos del Pacífico mexicano. Dio, además, su aprobación para que en Panamá se creara un Tribunal de Consulado con jurisdicción propia aunque tal proyecto no prosperó por la intervención de la Real Audiencia y el desinterés de las autoridades metropolitanas.
Desde entonces, Panamá pasó a ser el bastión trasero realista y punto de envío de tropas españolas para la sofocación de los rebeldes independentistas en América del Sur. Por otro lado, al estar cerrada la ruta por el Cabo de Hornos por las fuerzas patriotas del Sur de América, nuevamente cobró vida el tránsito de mercadería por Panamá. Sin embargo, para el año de 1814, con la intensificación de las batallas por la independencia, la Corona Española ordenó la cancelación del libre comercio con Sudamérica. Este acto provocó un descontento masivo en los mercaderes y en la población en general. Fue así, que comienza a germinar un sentimiento de nacionalismo y autodeterminación; nace en los istmeños los deseos de independencia. Aunado a esto, la población no soportaba más la carga de tributos de guerra, el reclutamiento forzoso para la guerra, las persecuciones políticas y la paralización de las operaciones mercantiles, particularmente por el cierre del puerto en el río Chagres.

## Primeros intentos de independencia

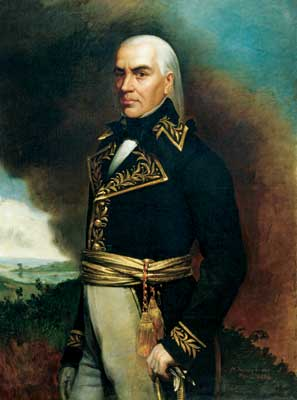
Francisco de Miranda fue uno de los primeros en plantearse la necesidad de independizar a Panamá del Imperio Español.

Inicialmente el proceso de la independencia de Panamá no fue planificado por los istmeños, sino por los libertadores del Sur de América quienes veían en Panamá un punto estratégico, tanto político como militar.
El primero de ellos fue Francisco de Miranda, quien en 1790 propuso al ministro británico William Pitt amplias facilidades de tránsito por Panamá a través de un futuro canal interoceánico a cambio del apoyo militar de Inglaterra para la independencia de América del Sur. A juicio de Miranda, esto beneficiaría a Inglaterra ya que abría la posibilidad de la expansión del comercio inglés hasta China, Japón, entre otros territorios.
Desde el punto de vista militar, Miranda también le dio especial importancia a Panamá, ya que la mayor parte de las tropas expedicionarias para la emancipación podrían concentrarse tanto en el río Chagres como en la Bahía de Panamá. Sin embargo estos proyectos no prosperaron, a pesar de que aún en 1801 Miranda y otros conspiradores en Londres pretendían apoderarse de puntos estratégicos en Panamá para así fomentar actividades mercantiles; así como para atraer a más criollos del continente, para que levantaran las armas contra el Imperio Español.
Posteriormente, Simón Bolívar en la Carta de Jamaica en septiembre de 1815, se refirió, entre otras cosas, en la necesidad de unificar a Hispanoamérica en una sola nación con una sola cultura. Bolívar resaltó la importancia de Panamá:

"Qué bello sería que el Istmo de Panamá fuese para nosotros lo que el de Corinto para los griegos! Ojalá que algún día tengamos la fortuna de instalar allí un augusto congreso de los representantes de las repúblicas, reinos e imperios a tratar y discutir sobre los altos intereses de la paz y de la guerra, con las naciones de las otras partes del mundo. Esta especie de corporación podrá tener lugar en alguna época dichosa de nuestra regeneración..."
Carta de Jamaica de Simón Bolívar (6 de septiembre de 1815.)

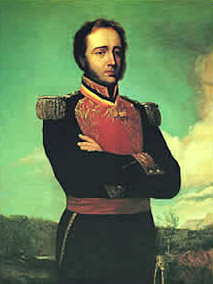
Gregor MacGregor atacó Portobelo y fracasó en su plan de liberar Panamá del dominio Español.

Entre 1814 y 1819, dos expediciones foráneas fracasaron en su intento de independizar a Panamá del Imperio Español. En la primera fecha, el comandante francés Benito Chaserieux (Benoît Chassériau) atacó sin éxito a Portobelo y, a principios de 1819, el general Gregor MacGregor recibió instrucciones para conducir sobre Portobelo la expedición que, bajo la vigilancia de la Agencia en Londres de las Provincias Unidas de la Nueva Granada se formaba con el concurso pecuniario de varios comerciantes ingleses. La expedición constante de 417 hombres salió de Inglaterra en diciembre de 1818 en dos fragatas y un bergantín armados en guerra. Después de tocar en Santo Domingo y en los Cayos de San Luis, tomó la isla de San Andrés de donde enderezó rumbo al continente poniéndose a la vista de Chagres el 8 de abril de 1819.
Continuando rumbo al Oriente la escuadrilla echó anda en la ensenada de Buenaventura el día siguiente, desembarcando sin dificultad 300 hombres que, bajo el mando del doctor Juan Elías López de Tagle, emprendieron la marcha sobre Portobelo, arrollando las avanzadas españolas en el camino y tomando posiciones dominantes cerca del castillo de Santiago. A la mañana siguiente se disponía MacGregor iniciar el ataque sobre la fortaleza, supo que el Gobernador, Juan M.Van Herch, con la guarnición había abandonado durante la noche la plaza, circunstancia que le permitió entrar en la ciudad sin ninguna oposición. MacGregor organizó inmediatamente el gobierno civil de la provincia, a cuyo frente puso al doctor López y al doctor José Joaquín Vargas, ambos emigrados granadinos, en tanto que el elemento militar se ocupaba en alistar bajo las banderas de la independencia un cuerpo de voluntarios portobeleños que debía servir de vanguardia en la campaña que se preparaba sobre Panamá.
La toma de Portobelo causó en Panamá distintas emociones, pues agitó vivamente en unos la esperanza de otros triunfos sucesivos en pro de la causa independentista, y en otros, con la alarma consiguiente, el propósito de arrojar del territorio al invasor. El Gobernador de Panamá Alejandro Hore reunió a toda prisa y por todos los medios una fuerza respetable de la cual hacía parte el veterano batallón "Cataluña" mandado por el Coronel Isidro de Diego. Con esa fuerza emprendió por caminos extraviados la marcha y, luego de reforzar la guarnición del Castillo de San Lorenzo, llegó con 500 hombres a las cercanías de Portobelo el 28 de abril. Los ingleses estaban confiadamente entregados a los placeres y la orgía, habiéndose en pocos días relajado la disciplina en las filas, mermadas además por las enfermedades. Hore resolvió atacar el 30, a cuyo efecto dividió el ejército en dos columnas mandadas respectivamente por el Coronel de Diego y por el Teniente coronel José Santa Cruz. La plaza fue sorprendida en la madrugada del citado día, pudiendo Santa Cruz adueñarse sin mayores esfuerzos del edificio de la Aduana, donde cayeron prisioneros y fueron degollados sin misericordia con otros varios oficiales, los doctores López y Vargas. MacGregor logró, junto con algunos compañeros, lanzarse al agua y ganar a nado los buques, salvándose así de una segura e ignominiosa muerte. Entre tanto, de Diego atacaba con su columna el fuerte de San Jerónimo, donde el Coronel Bafter opuso la más obstinada resistencia. Diezmados sin embargo los defensores después de largo combatir por los certeros disparos de los atacantes, aceptaron las propuestas de una capitulación en los momentos casi en que MacGregor los instaba a sostenerse, pues se preparaba a ayudarlos con los fuegos de artillería de la escuadra. En la confianza de que se les permitiría reembarcarse, se presentaron en la plaza mayor 340 ingleses que depusieron las armas ante los vencedores. Hore, violando la promesa hecha, ordenó maniatar a los rendidos conducirlos a las prisiones. Más tarde fueron destinados al servicio de las obras públicas en Panamá, Portobelo y el Darién. Hore regresó con el ejército vencedor á la capital, donde se le hizo un aparatoso recibimiento.

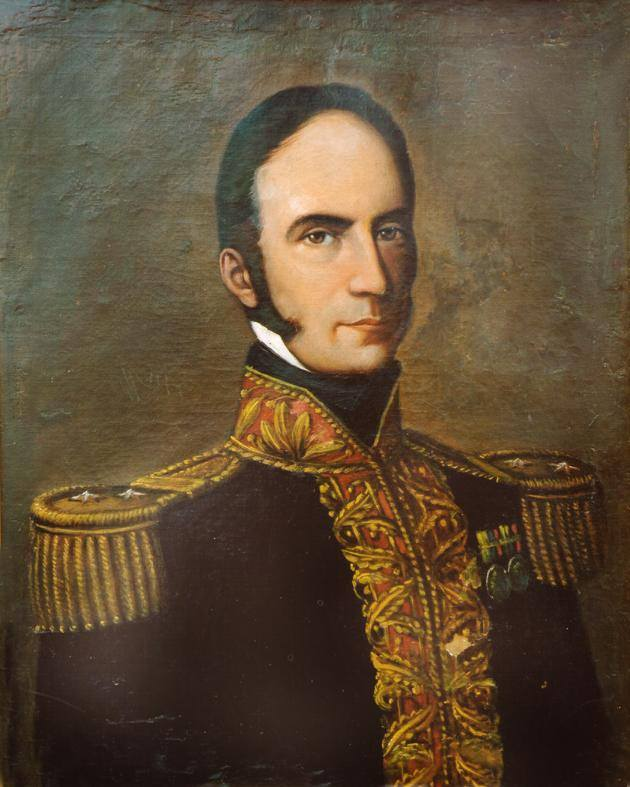
El capitán Juan Illingworth Hunt, al servicio del gobierno chileno como corsario, atacó la isla de Taboga y bloqueó el puerto de Panamá. También colaboró con el coronel Cancino para el proyecto de invasión que quería realizar sobre el istmo.

La toma de Portobelo en manos de los rebeldes no duró mucho tiempo. Aprovechándose de la excesiva confianza de los invasores, el gobernador de Panamá, Alejandro Hore, reconquistó Portobelo. Cabe señalar que el verdadero objetivo de MacGregor era la construcción de un canal interoceánico en el Istmo con capital británico.
En el mismo año de la fracasada expedición de MacGregor, pero el 17 de septiembre, el capitán inglés Juan Illingworth Hunt que mandaba la corbeta corsaria chilena Rosa de los Andes atacó a la guarnición que defendía la isla de Taboga, ubicada dentro del golfo de Panamá en el Pacífico, y se hizo con el poblado y toda la isla. En los días siguientes procedió a bloquear la entrada del puerto de Panamá, haciendo algunas presas, y negoció con el gobernador Hore el canje de los prisioneros de Taboga por los sobrevivientes ingleses de la expedición de MacGregor. Hore se negó a realizar el canje por lo que Illingworth se retiró de las costas panameñas en los últimos días de septiembre para proseguir su crucero, pero no sin antes haber echado a pique todas las embarcaciones de la isla para evitar el escape de sus habitantes y destruir el poblado como represalia a una celada que perpetraron algunos de sus pobladores a unos tripulantes del corsario en los días que fue ocupada la isla.
Si bien el ataque y la hostilidad del corsario chileno no fueron un intento formal por obtener la independencia del istmo, sus acciones provocaron que se detuviera bruscamente el tráfico comercial que había estado floreciendo durante la última década en las costas panameñas del Pacífico por la inseguridad en el mar, lo que a su vez generó que se recrudeciera el clima social y político en Panamá. 
A finales de 1819 y comienzos de 1820 el gobernador de la provincia del Chocó, coronel José María Cancino, había ideado por órdenes de Bolívar un ambicioso proyecto para invadir el istmo y acabar con la dominación realista del lugar. El plan de Cancino consistía en atacar el istmo por tres frentes al mismo tiempo: por el Pacífico debía hacerlo Illingworth con quien hace poco había establecido comunicaciones, por el Caribe el corsario francés Louis-Michel Aury a quien contactó desde su base en la isla de Providencia, y finalmente por la región del Darién, las fuerzas gran colombianas con el apoyo de los indígenas Kunas que eran favorables a la causa patriota. Pese a que el plan era viable, los trastornos durante el desarrollo de la guerra en Colombia hicieron que nunca se ejecutara la invasión.

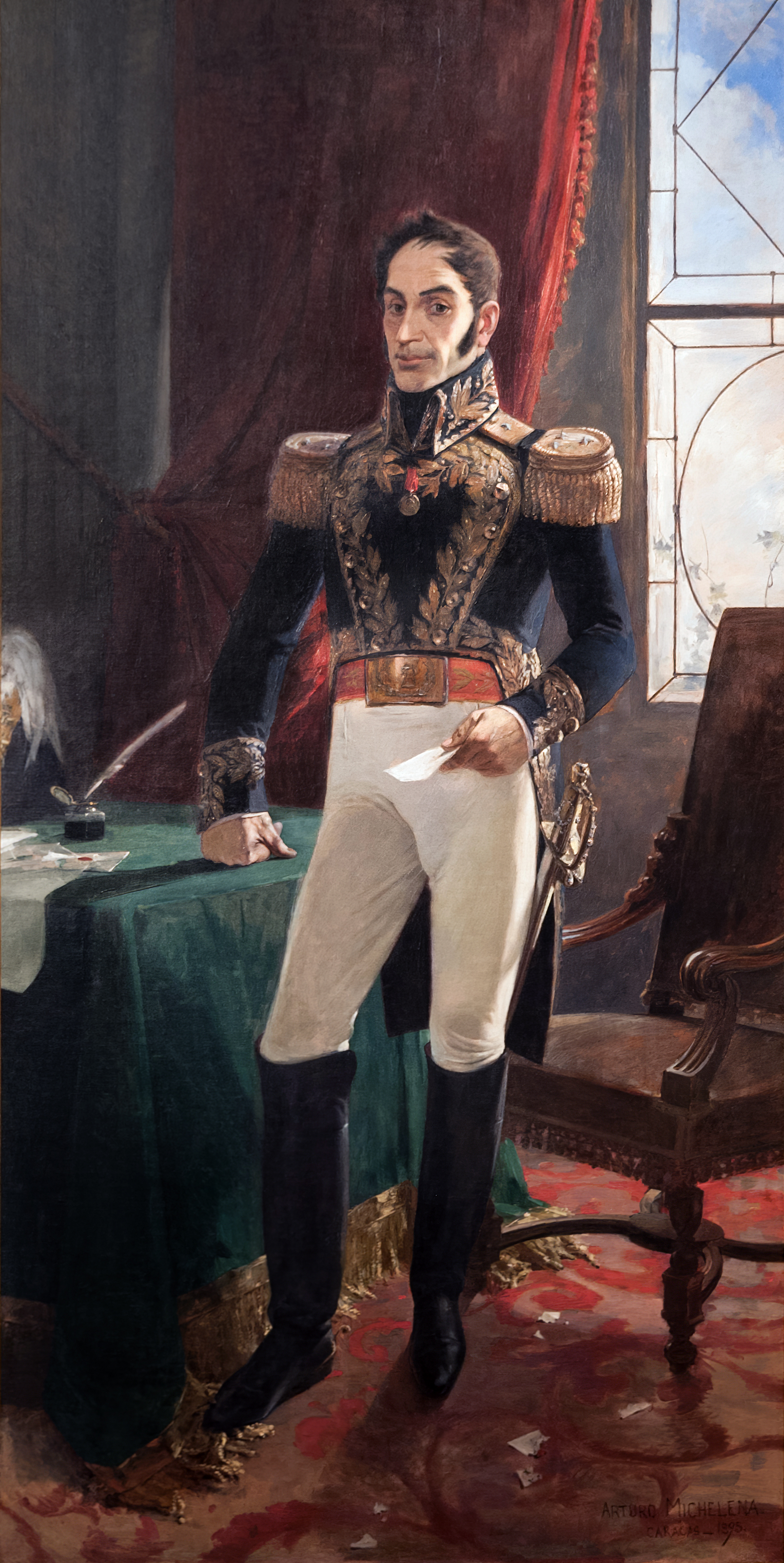
El libertador Simón Bolívar tenía planes concretos para Independizar a Panamá de España.

La independencia de Panamá, fue un movimiento en cierto modo diferente a las grandes campañas de Simón Bolívar en el Sur, sin embargo, Bolívar influyó de manera decisiva en la independencia del Istmo, por sus ideales y liderazgo en pro de la liberación de las naciones americanas. Panamá fue una de las últimas naciones de América en independizarse de España, y la razón era, que en vista de las diferentes guerras de independencia, en el Sur de América principalmente, el Istmo de Panamá se convirtió en el núcleo central de las campañas en contra de los rebeldes americanos.
Después de la Batalla de Carabobo (24 de junio de 1821), pensó Bolívar hacer la campaña emancipadora de Panamá, con parte del ejército que había conquistado nuevas glorias en esa inmortal jornada. El general Rafael Urdaneta fue designado para conducir la expedición que se mandó preparar al efecto en Santa Marta; más por impedimento físico de aquel jefe, se nombró como sustituto al coronel Bartolomé Salom. Cuando se activaban los preparativos de la empresa, surgieron algunas conmociones en Venezuela que obligaron a movilizar parte del ejército expedicionario; y Bolívar, considerando la importancia de apoyar las operaciones que ejecutaba el general Antonio José de Sucre contra los realistas de Quito, desistió por el momento de sus proyectos sobre Panamá, para recomendarlos, sin embargo, al vicepresidente general Francisco de Paula Santander, cuando en diciembre del mismo año marchaba de Bogotá a incorporarse al ejército del Sur que lo precedía. Aun así, el General Mariano Montilla  se puso en contacto con republicanos en Panamá, como eran los señores BIas y Mariano Arosemena y Manuel José Hurtado, que podían influir sobre el Coronel Fábrega y el Brigadier don Isidro de Diego, antiguo Jefe del batallón Cataluña, para que de un modo pacífico se uniera Panamá a Colombia, con el fin de unirse a Colombia de modo pacífico, con el fin de realizar operaciones combinadas con el General San Martín, Libertador de Argentina, Chile y Perú.
Preocupada la Corona Española, cada día más, del progreso de la lucha por la emancipación en América, dispuso mejorar la condición defensiva del Istmo, aumentando su guarnición y confiando el mando del país al brigadier Tomás de Cires. Así mismo confió al mariscal de campo Juan de la Cruz Mourgeón y Achet el Gobierno de Quito y del Nueva Granada, con el título de capitán general y el derecho de tomar el de virrey, cuando reconquistase para la Corona las dos terceras partes del territorio de aquellas provincias. A mediados de agosto de 1821, llegó Murgeón a Panamá con alguna fuerza que sacó de Puerto Cabello, y desde luego puso sus esfuerzos en organizar una expedición militar para dirigirse al sur, a fin de contener el avance del ejército colombiano sobre Quito. Con este propósito, alistó en Panamá un contingente de tropas que había de reducir considerablemente la guarnición de la plaza. Exhausto, empero, el tesoro para sufragar los gastos de la expedición, echó Murgeón manos de los fondos de las cofradías y de la Iglesia en calidad de préstamo; así pudo equipar aquella y salir con rumbo a la costa de Esmeralda el 22 de octubre del citado año.

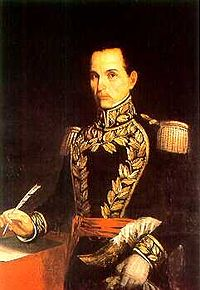
Coronel José de Fábrega, Libertador de Panamá.

Dado el 10 de noviembre de 1821, representó el primer movimiento independentista de Panamá, este no era producto de las campañas de Simón Bolívar, pero si se inició bajo sus ideales y ante el descontento de la sociedad santeña ante los abusos de España en el territorio.
Juan de la Cruz Mourgeon y Achet, tuvo una propuesta de la Corona Española; si lograba recuperar el control de varias colonias sublevadas sería nombrado virrey. Debido a ello realizó un viaje hacia el Ecuador con el propósito de formar un batallón y desde este punto geográfico arremeter contra los granadinos. Su viaje lo realizó el 22 de octubre de 1821. Mientras duraba su ausencia, el mando del gobierno del Istmo de Panamá lo encargó al militar panameño José de Fábrega que en ese momento desempeñaba como gobernador de Veraguas. Este incidente fue decisivo en las pretensiones independentistas de la Villa de Los Santos. 
La muchedumbre de la Villa de los Santos, luego del manifiesto de Gómez Miró, se propuso a comenzar la gesta independentista el 10 de noviembre de 1821. La multitud nombra como líder de su movimiento a Segundo Villarreal, quien formaba un batallón de voluntarios que atacó la cárcel de Panamá, en cuyo lugar estaba la mayoría de los presos políticos reprimidos por los gobiernos dictatoriales de turno. Cuenta la historia, que para ese tiempo existió una joven llamada Rufina Alfaro que era cocinera del cuartel militar español, y al tener acceso a tan importante lugar, según historiadores panameños, sustrajo información de que el istmo de Panamá quedaría con una cantidad mínima de soldados, ya que estos se irían a combatir al Ecuador y que sería la ocasión perfecta para iniciar la gesta independentista. Aprovechando precisamente la ausencia de gran cantidad de soldados del ejército español, ese 10 de noviembre de 1821, se proclama la Independencia de la Villa de Los Santos, declarándola libre y soberana del Imperio Español. 
Luego de proclamar ciudad independiente a la villa de Los Santos, el Cabildo Abierto cuyo presidente fue Julián Chávez, invitó a todos sus miembros además de los concejales, a deliberar acerca de la escogencia de Segundo como el jefe de las nuevas fuerzas libertadoras de Los Santos, luego de lo cual se confirmó por unanimidad la moción expuesta confirmando su cargo. Esta decisión tomó en cuenta la infranqueable postura de Segundo Villareal de libertarla al precio que fuese, incluso exponiendo su propia vida. Esta noticia del Grito de Independencia de la Villa de Los Santos, se difundió por todo el territorio panameño y fue respaldada por los pueblos de Las Tablas, Macaracas, Las Minas, Parita, Ocú, Penonomé, Pocrí, Pesé, Natá de los Caballeros, San Francisco de Veraguas y Alanje, en la provincia de Chiriquí.
Fue por esta razón que el coronel José de Fábrega le escribe al libertador Simón Bolívar, en alusión a la Independencia de la Villa de Los Santos:

Excelentísimo Señor: "Tengo la alta complacencia de comunicar a V.E. la plausible nueva de haberse decidido el Istmo por la independencia del dominio español. La villa de los Santos, de la compresión de esta Provincia, fue el primer pueblo que pronunció con entusiasmo el sagrado nombre de Libertad y enseguida casi todos los demás pueblos imitaron su glorioso ejemplo".
Carta de José de Fábrega a Simón Bolívar

## La proclamación de la independencia

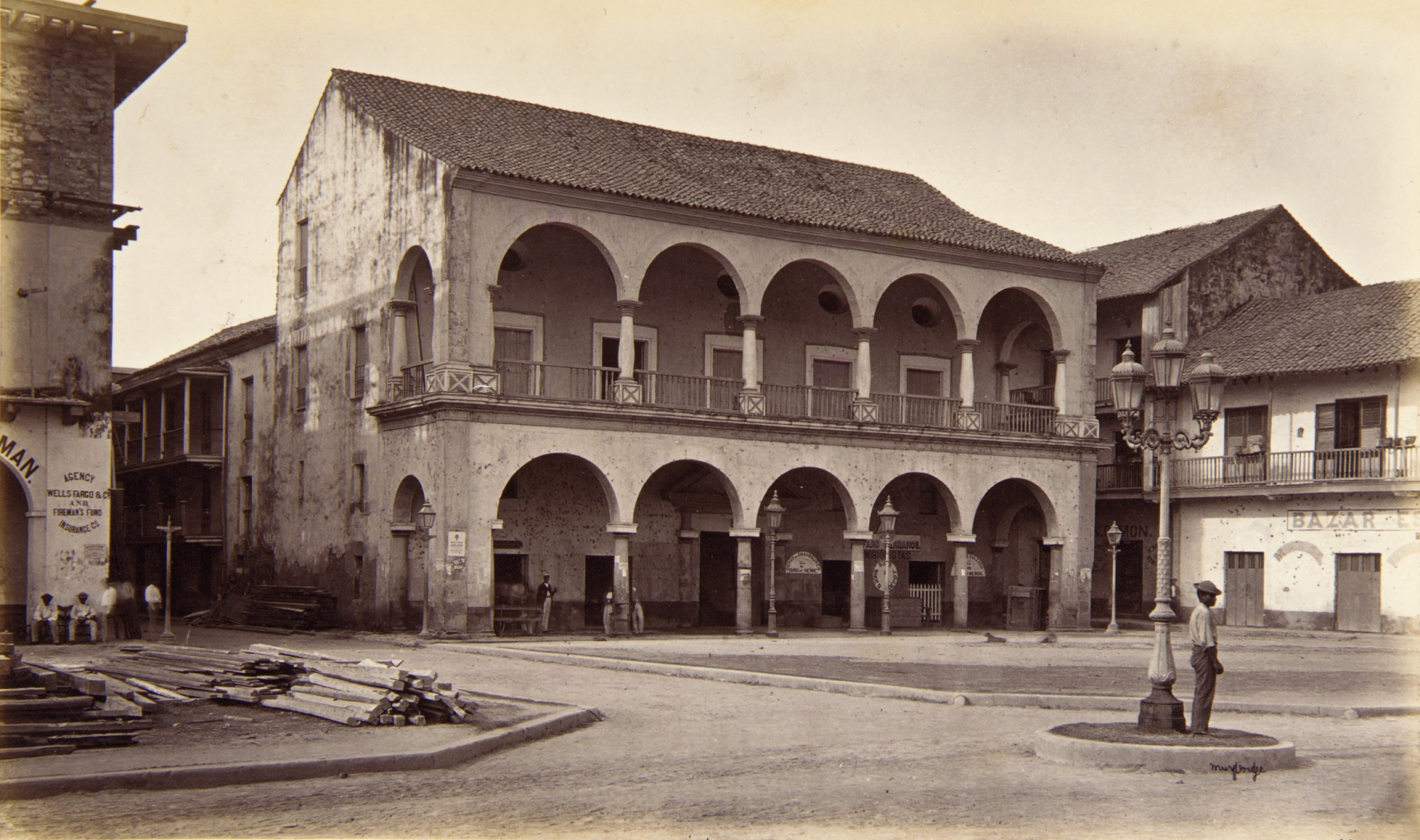
El Cabildo de la Ciudad de Panamá fue el lugar donde el 28 de noviembre de 1821, se proclamó la Independencia de Panamá.

Tras los acontecimientos del 10 de noviembre en la Villa de Los Santos, la independencia de Panamá ya era un hecho. Todo esto y la circunstancia de que un panameño ocupara el primer puesto del país, avivó en los istmeños la idea de emanciparse por sus solos esfuerzos de España, considerando que José de Fábrega no haría una oposición invencible al propósito de libertar su propia patria. A raíz de estos acontecimientos, el coronel José de Fábrega, ya identificado con los patriotas, convocó el 20 de noviembre a una reunión en su propia casa, a la cual asistieron todas las fuerzas políticas, civiles y eclesiásticas, pertenecientes principalmente a la élite criolla. Lo propuesto en dicha junta, no fue el repudio a los acontecimientos originados con la proclamación de independencia de la Villa de Los Santos, sino la organizada coordinación de la revolución mediante la consulta popular. 
Pero suponiendo como natural la resistencia de la guarnición a todo movimiento de independencia y para destruir ese peligro, acordaron los patriotas comenzar la deserción en filas del elemento militar, reuniendo para el caso un fondo con el concurso pecuniario de varias prominentes personas. Inclusive la Iglesia católica apoyaba el movimiento independentista de Panamá y contribuyó con fondos para la causa. Fue entonces, mediante sobornos, que el ejército español comienza desertar de tal manera que apenas quedaban soldados suficientes para el servicio en las cárceles y cuarteles. Sin embargo, ante el temor de cualquier represalia por parte de España hacia el movimiento independentista, los istmeños habían conformado un ejército, de manera incipiente, con palos, piedras y algunos mosquetes y fusiles, dispuestos a combatir para asegurar la independencia.

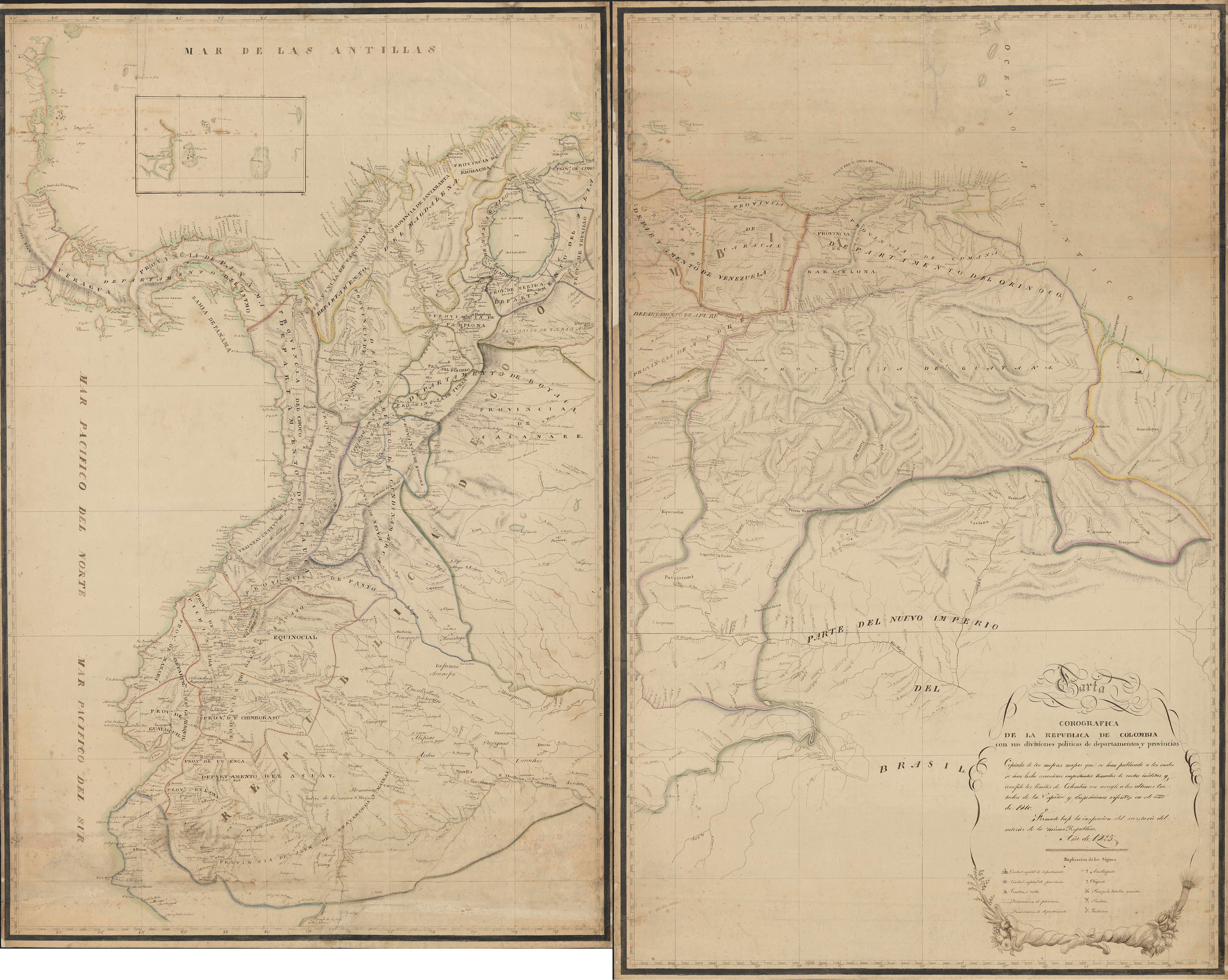
Panamá decide unirse de manera voluntaria a la Gran Colombia, país extinto conformado por las actuales Colombia, Ecuador, Panamá y Venezuela.

 Sucedió de esa manera, que el 28 de noviembre de 1821, en un cabildo abierto en la Ciudad de Panamá, se proclama la "Independencia de Panamá". Pero la falta de presupuesto, el poco armamento militar con el que se contaba y la inseguridad de ser reconquistados por España, pone en peligro el seguir con la aventura independentista del istmo, por lo que se propone la unión al Perú, que había sido el principal socio comercial del Istmo en la época colonial. El obispo José Higinio Durán y Martel lidero este partido peruanista por considerar que Colombia no tenía los recursos suficientes para consolidar la independencia. También hubo delegados del Imperio mexicano sugiriendo la anexión del istmo a México. E incluso la elite mercantil del istmo consideró ponerse bajo la protección de potencias extranjeras europeas, como un Estado hanseático. Pero finalmente, mediante el voto popular y aprobación de toda la población, se decide la unión voluntaria a la Gran Colombia de Simón Bolívar, unión que fue motivada debido a la gran admiración y liderazgo de Bolívar en las campañas independentistas del Sur de América. Panamá se une a Colombia, a cuyo Congreso iría a representar oportunamente su diputado. Una vez proclamada, se procedió a redactar el Acta de Independencia de Panamá.

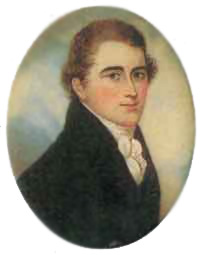
Daniel F. O'Leary fue el encargado de entregar a José de Fábrega la Carta del libertador Simón Bolívar.

Sin embargo, dos días después de proclamada la independencia, es decir, el 30 de noviembre, durante la ceremonia formal de juramentación del nuevo gobierno ya a cargo de Fábrega, un suceso inesperado que conmocionó a la nueva nación, puso a prueba la voluntad y capacidad del recién nombrado gobernador: dos fragatas de guerra de la marina española, La Prueba y La Venganza, de cincuenta y cuarenta y cuatro cañones respectivamente, acompañadas de otros navíos pertenecientes a la flota del mariscal Mourgeon, amanecieron en la isla de Taboga, ubicada en el Pacífico en la bahía de Panamá frente a la ciudad, para buscar al resto de las tropas españolas en el istmo.
Inmediatamente, Fábrega ordenó que todo hombre apto para tomar un fusil o una espada, se armase y prestase servicio en defensa de la nación ya emancipada. Una vez más, las habilidades diplomáticas y la fortaleza de carácter de Fábrega, lograron producir una tregua, que les permitió a los navíos españoles permanecer en las aguas que comenzaban a reconocerse como colombianas, lo estrictamente necesario para reabastecerse y partir. El coronel Fábrega sabía que un enfrentamiento militar con los españoles hubiese dejado graves secuelas. Los capitanes españoles José de Villegas y Joaquín de Soroa, firman un tratado de paz con el coronel José de Fábrega (ascendido a general de brigada y nombrado jefe civil y militar del Istmo por Simón Bolívar) el 4 de enero de 1822, entre la monarquía española y los patriotas, donde acuerdan la no agresión a los territorios del istmo y la retirada de las tropas y todos los barcos de la Corona Española de la nueva nación istmeña. Fue su primer conflicto como gobernante, que se resolvió satisfactoriamente, y su gobierno inició con bases sólidas.
Simón Bolívar, supo en enero de 1822 de la independencia de Panamá, y desde su Cuartel General de Popayán destacó a uno de sus edecanes, el capitán Daniel Florencio O'Leary, para que se trasladara a Panamá como portador de una nota laudatoria para Fábrega y para que presentara a los istmeños las felicitaciones a que eran acreedores por la libertad de su patria.

"No me es posible expresar el sentimiento de gozo y admiración que he experimentado al saber que Panamá, el centro del Universo, es segregado por sí mismo, y libre por su propia virtud. El Acta de la Independencia de Panamá es el documento más glorioso que puede ofrecer a la historia ninguna provincia americana".
Carta de Simón Bolívar a José de Fábrega (1 de febrero de 1822.)